# 米倉駅

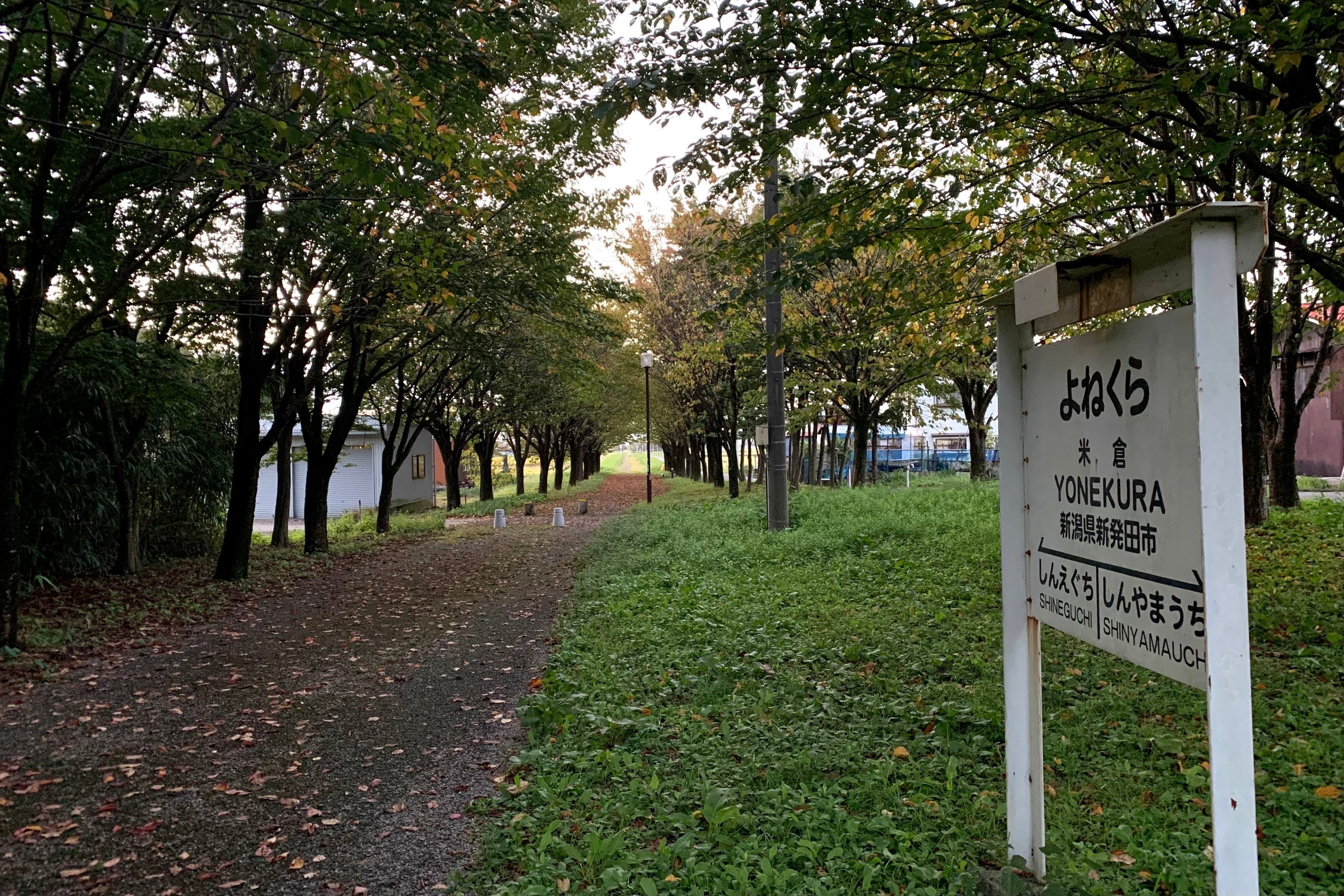
駅跡とサイクリングロード（2021年9月）

米倉駅（よねくらえき）は、新潟県新発田市大槻にあった、日本国有鉄道赤谷線の駅（廃駅）である。赤谷線廃止に伴い1984年（昭和59年）4月1日に廃止された。

## 歴史
- 1925年（大正14年）11月20日：商工省製鉄所線を譲渡されて赤谷線となった際に開業。
- 1969年（昭和44年）10月1日：手荷物及び小荷物の配達取扱廃止[1]。
- 1975年（昭和50年）3月1日：貨物の取扱廃止[1]。
- 1984年（昭和59年）
  - 2月1日：荷物の取扱廃止[1]。
  - 4月1日：廃止[1]。

## 駅構造
旅客用に単式ホーム1面1線を有した。その他に貨物用の側線を有しており、砕石列車の発着があったが末期には廃止されていた。当駅では列車の分割・併合作業があり、そのための駅員が配置されていた。

## 駅周辺
- 大槻集落
- 臼ノ森山（越後富士）
- 新発田市立米倉小学校

## 隣の駅
日本国有鉄道
赤谷線
新江口駅 - 米倉駅 - 新山内駅